# Hadrosaurus
Genre
Espèce
Hadrosaurus (Grec : ἁδρός, hadros + σαυρος, sauros = lézard robuste) est un genre douteux de la famille des hadrosauridés, ou « dinosaures à bec de canard ». En 1858, un squelette d'un spécimen du genre est découvert en Amérique du Nord et devient le premier squelette de dinosaure jamais reconstitué.

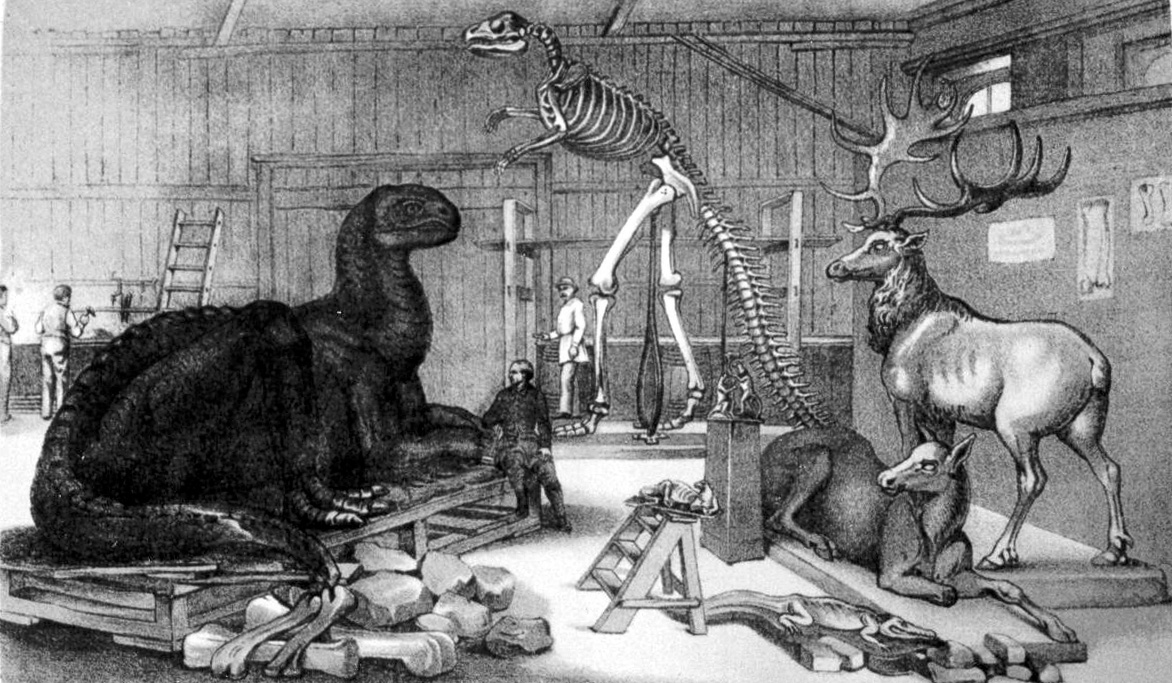
L'atelier de Benjamin Waterhouse Hawkins à Central Park en 1868, avec sa reconstitution du squelette d’Hadrosaurus (auquel il attribuait un crâne proche de celui d'un iguane).

Une espèce est citée par Paleobiology Database : Hadrosaurus foulkii . Hadrosaurus breviceps est considéré comme nomen dubium. 

« Hadrosaurus breviceps was named by Marsh (1889). Its type specimen is YPM 1779 and is a 3D body fossil. Its type locality is Bearpaw Mountains (PROXY), which is in a Campanian/Campanian terrestrial horizon in the Judith River Formation of Montana. 
It was recombined as Trachodon breviceps by  Marsh (1896), Hay (1902), von Zittel (1911), Huene (1927) and  Hay (1930); it was recombined as Kritosaurus breviceps by  Lull and Wright (1942), Vialli (1960), Kuhn (1964) and  Wolberg (1980); it was considered a nomen dubium  by  Weishampel and Horner (1990), Hunt and Lucas (1992), Horner et al. (2004), Lund and Gates (2006) and  Prieto-Márquez et al. (2006) »

— Hadrosauridae : Histoire taxonomique.